# Henk van Essen
Hendrik Peter (Henk) van Essen (Apeldoorn, 10 december 1960) is een voormalig Nederlands topambtenaar. Van 1 mei 2020 tot 29 februari 2024 was hij korpschef van de Nationale Politie in de rang van eerste hoofdcommissaris. 
Eerder was hij hoofdcommissaris van de regio Haaglanden, wat na de reorganisatie van 26 naar 11 korpsen, veranderde in Eenheid Den Haag. Van Essen bleef nog een jaar aan als bestuurder van de regio, waarna hij zijn loopbaan vervolgde als lid van de korpsleiding van de landelijke politie. Van 2016 tot en 1 mei 2020 was hij de plaatsvervangend korpschef van Erik Akerboom.

## Opleiding en carrière
Van Essen deed in 1979 eindexamen op het vwo aan het Myrtus College in Apeldoorn. Hierna ging hij van 1979 tot 1983 naar de Nederlandse Politie Academie en liep hij stage bij de gemeentepolitie in Amsterdam en Haarlem. Hierna trad hij toe tot de gemeentepolitie in Den Haag en vervulde er tot 1990 diverse functies. Naast zijn werk studeerde Van Essen van 1982 tot 1989 Nederlands recht aan de Universiteit van Amsterdam. Hij studeerde af op het onderwerp: 'Het alternatief voor traditionele straffen'.
Van 1990 tot 1991 was Van Essen managementtrainer bij de politieacademie te Zutphen. Van 1992 tot en met 2012 vervulde hij diverse functies bij de Politie Haaglanden. Hij was er chef van de bureau Segbroek en de bureau regionale recherche, chef personeel & organisatie, directeur Haaglanden II en directeur opsporing & informatie.
In april 2007 volgde hij Gerard Bouman op als hoofdcommissaris van Politie Haaglanden. Zijn voorganger Bouman werd directeur-generaal van de AIVD om later in 2013 terug te keren in de korpsleiding van de landelijke politie, maar dan in een gecreëerde functie, namelijk die van eerste hoofdcommissaris. In deze functie was Bouman verantwoordelijk voor alle 26 regiokorpsen, een verantwoordelijkheid die voorheen viel onder de minister van Veiligheid en Justitie. Gerard Bouman heeft in zijn dienstjaren aan het hoofd van de politie een grote reorganisatie doorgevoerd. Alle 26 regiokorpsen zijn veranderd in 11 regionale eenheden, zo veranderde het district van Henk van Essen op 1 januari 2013 van Politie Haaglanden in Eenheid Den Haag. Hetzelfde jaar vervolgde hij zijn loopbaan door de overstap te maken naar de korpsleiding van de landelijke politie, hij was circa vier jaar actief in deze rol. In 2016 werd Gerard Bouman opgevolgd door Erik Akerboom, Henk van Essen werd de plaatsvervangend eerste hoofdcommissaris van Akerboom.

## Eerste Hoofdcommissaris
In januari 2020 werd bekend dat Erik Akerboom zou gaan vertrekken om Dick Schoof op te volgen als directeur-generaal van de AIVD. In maart 2020 werd aangekondigd dat Akerboom zou worden opgevolgd door zijn secondant Henk van Essen. De overdrachtceremonie vond plaats op 29 april 2020 in de aula van een politiebureau in Den Haag. In tegenstelling tot de overdracht van zijn voorgangers Bouman en Akerboom, die met ruim 350 gasten plaats heeft gevonden in de Ridderzaal, was het bij Van Essen in verband met het coronavirus een sobere aangelegenheid.
In september 2023 werd bekend dat Van Essen begin 2024 zou stoppen als Eerste Hoofdcommissaris om met pensioen te gaan. Op 29 februari 2024 werd hij opgevolgd door Janny Knol.